# Fairwood Holdings, Ltd.
Fairwood (chinesisch 大快活, Pinyin Dàkuàihuó, Jyutping Daai6faai3wut6, amtlich 大快活集團有限公司,  Dàkuàihuó Jítuán Yǒuxiàn Gōngsī, Jyutping Daai6faai3wut6 Zaap6tyun4 Jau5haan1 Gung1si1) ist eine Fastfood-Gastronomiekette in Hongkong, die Speisen der Chinesischen Küche und der Westlichen Küche anbietet. 2020 hatte die Fairwood Holdings, Ltd. einen Gesamterlös (englisch Total Revenue) von 1,29 Mrd HKD erwirtschaftet.

## Geschichte
Gegründet im Dezember 1972 im Stadtteil Tsuen Wan auf der Chung On Street in Hongkong, befindet sich der aktuelle Hauptsitz in North Point im Eastern District auf Hong Kong Island. Das Familienunternehmen wurde 1991 zur Aktiengesellschaft und ging an die Hongkonger Börse (heute Hong Kong Exchanges and Clearing). Seitdem ist das Unternehmen auf 98 Filialen in ganz Hongkong (94 Schnellrestaurants, 2 Cafés und 2 Spezialitätenrestaurants) und 13 weitere Standorte in ganz China angewachsen. Darunter gehören die Großstädte wie Shenzhen, Guangzhou und Peking. Nach Café de Coral ist Fairwood die zweitgrößte Fast-Food-Kette in Hongkong und bedient täglich über 100.000 Kunden.

## Produkte
Fairwood betreibt drei Hauptgeschäftsbereiche, darunter das Kerngeschäft Fast Food, ein Catering-Geschäft, das vor allem auf Schulessen ausgerichtet ist, und einen dritten Geschäftsbereich, der Spezialitätenrestaurants wie beispielsweise Cafe Oasis, Buddy Cafe (Hongkong-Küche), Cafe Porto (mediterrane Küche), Taiwan Bowl (Taiwan-Küche), Kenting Tea House (Taiwan-Küche), Leaf Kitchen (Taiwan-Küche), ASAP (As Simple As Possible, japanische Küche) u. a. betreibt.

## Galerie

Fairwood Schnellrestaurant Hongkong
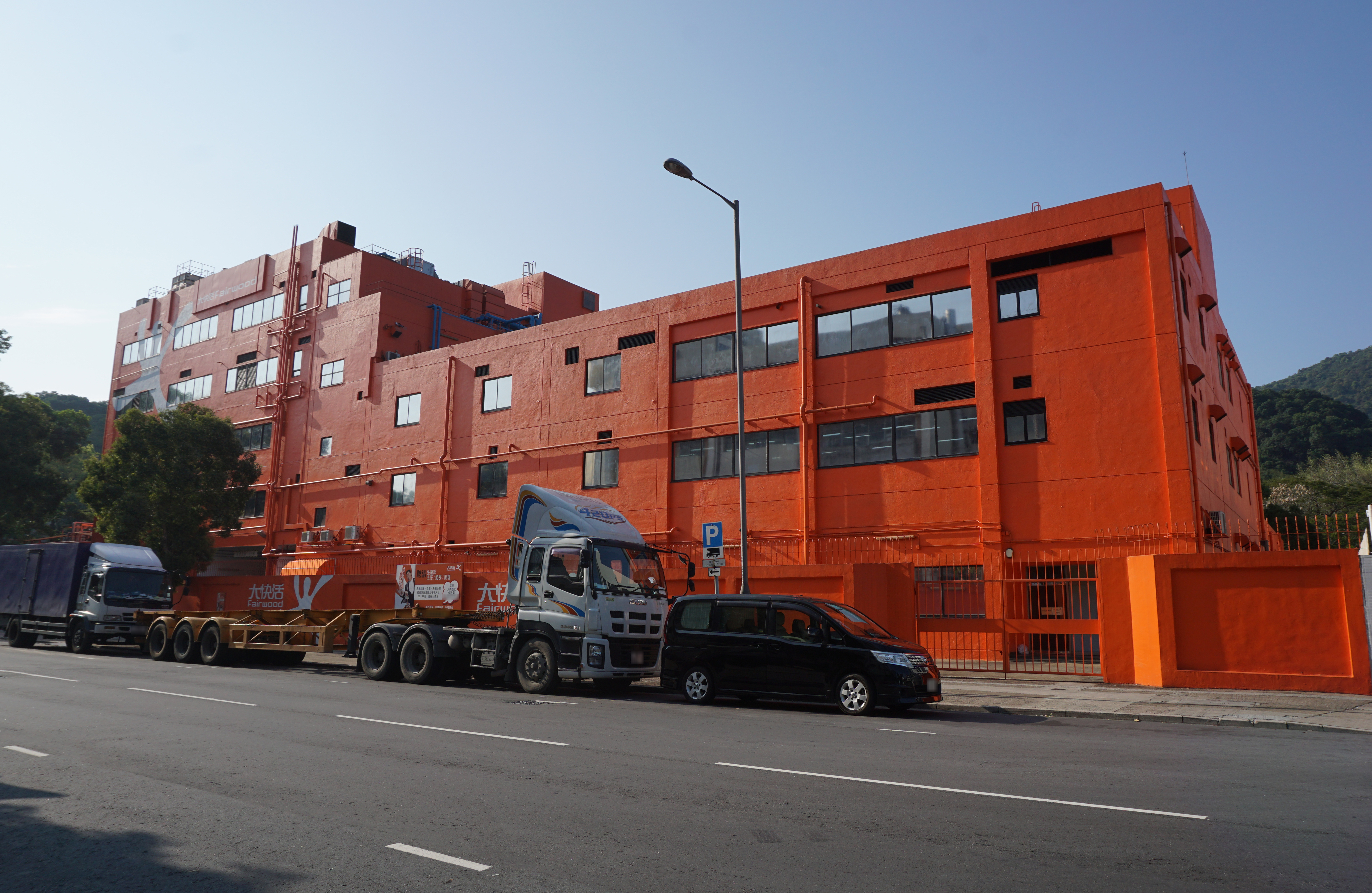
Fairwoods Fabrik zur Lebensmittelverarbeitung im Industriepark von Tai Po, 2017
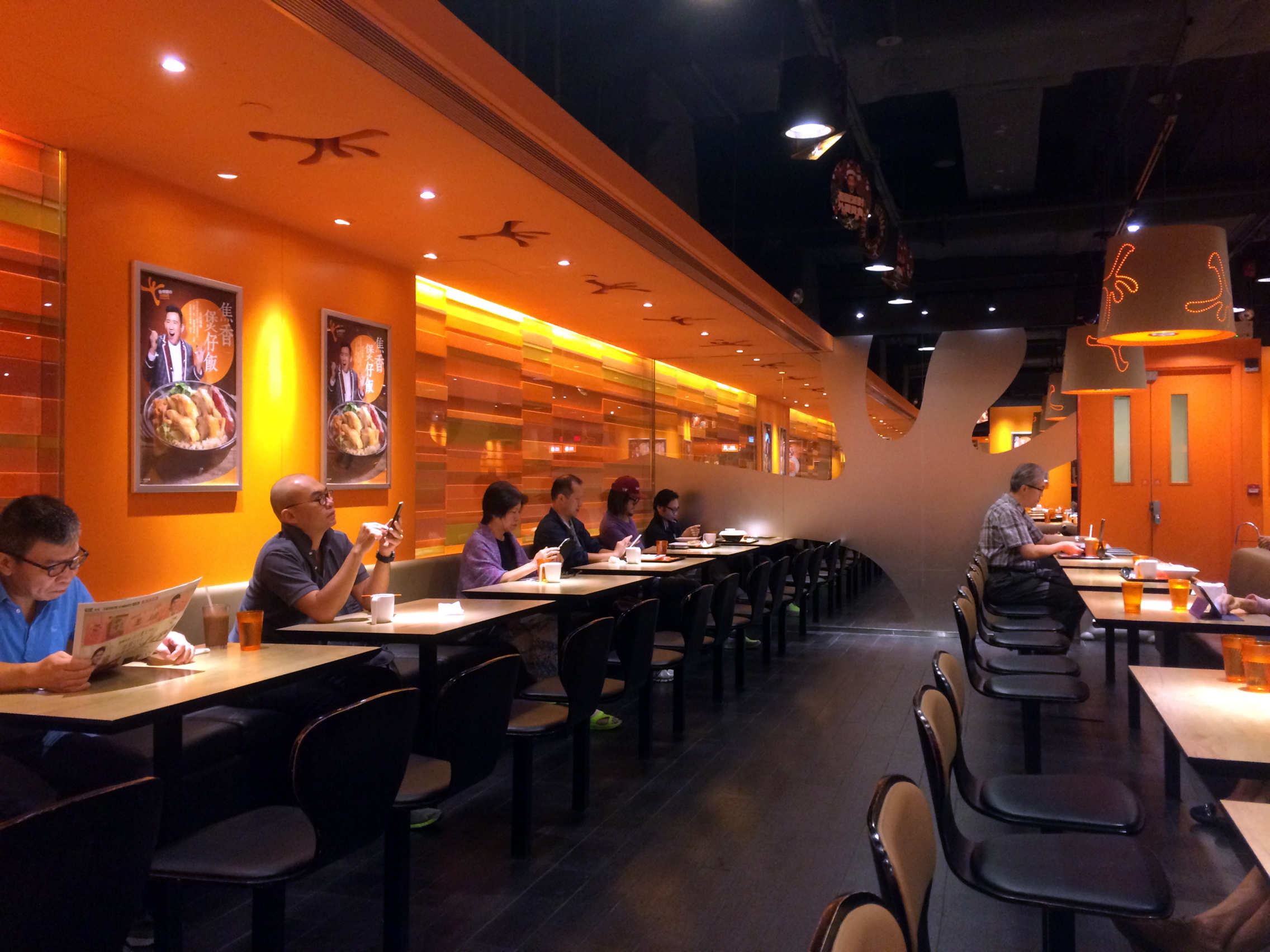
Fairwood – Innenraum, 2015
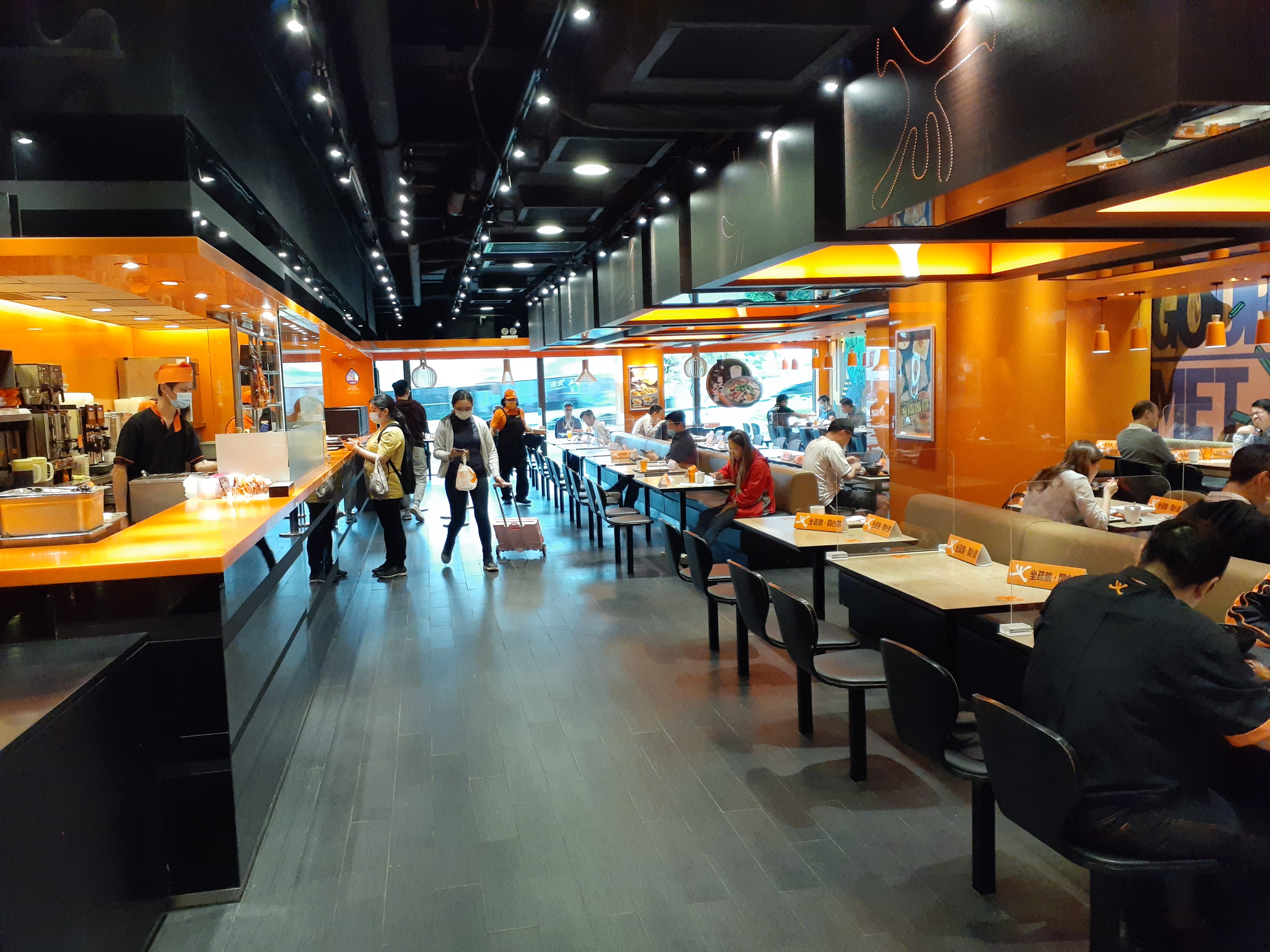
Fairwood – Admiralty, 2021
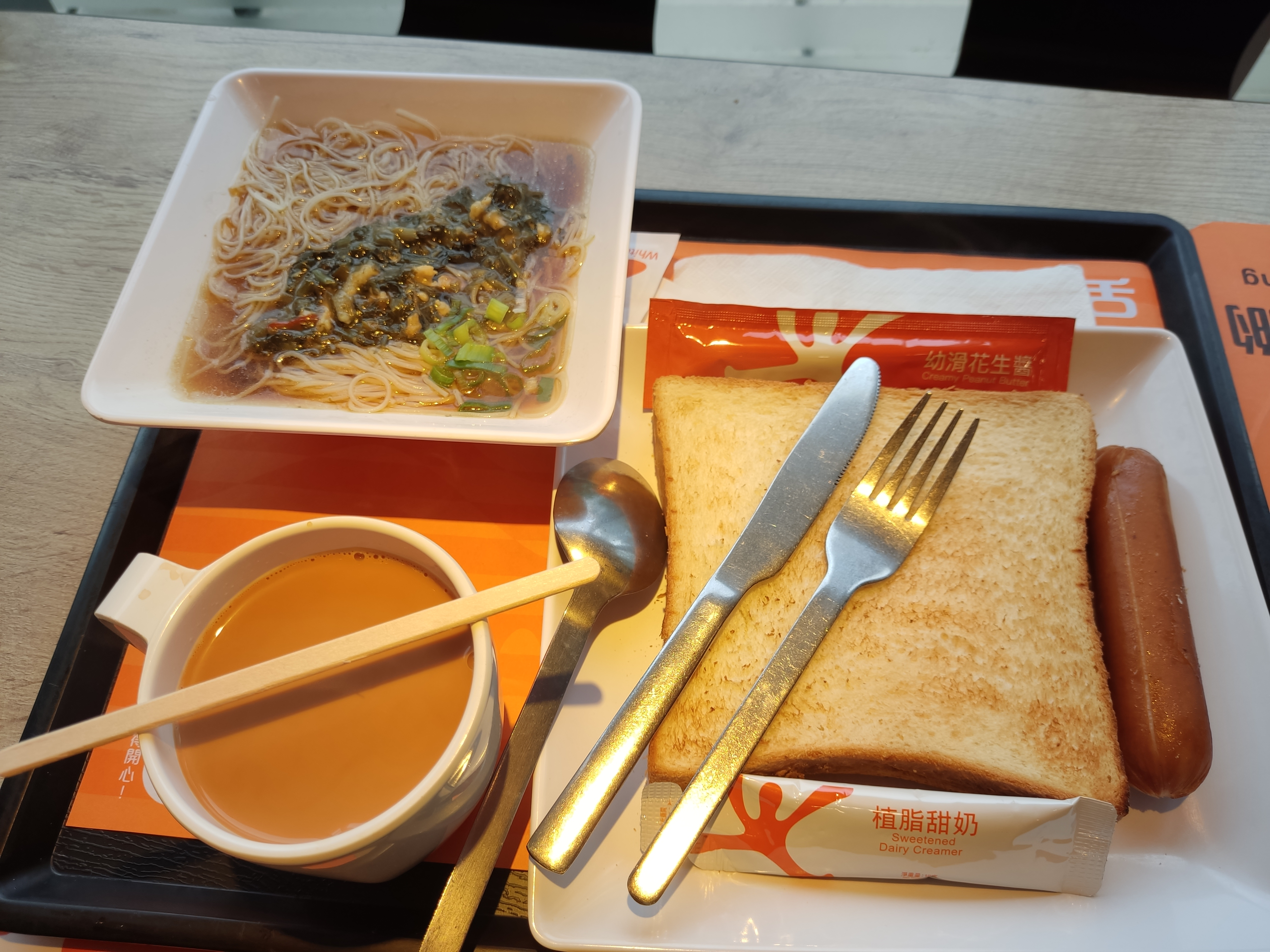
Reisnudelsuppe[Fn_A 4] als Frühstück, 2022
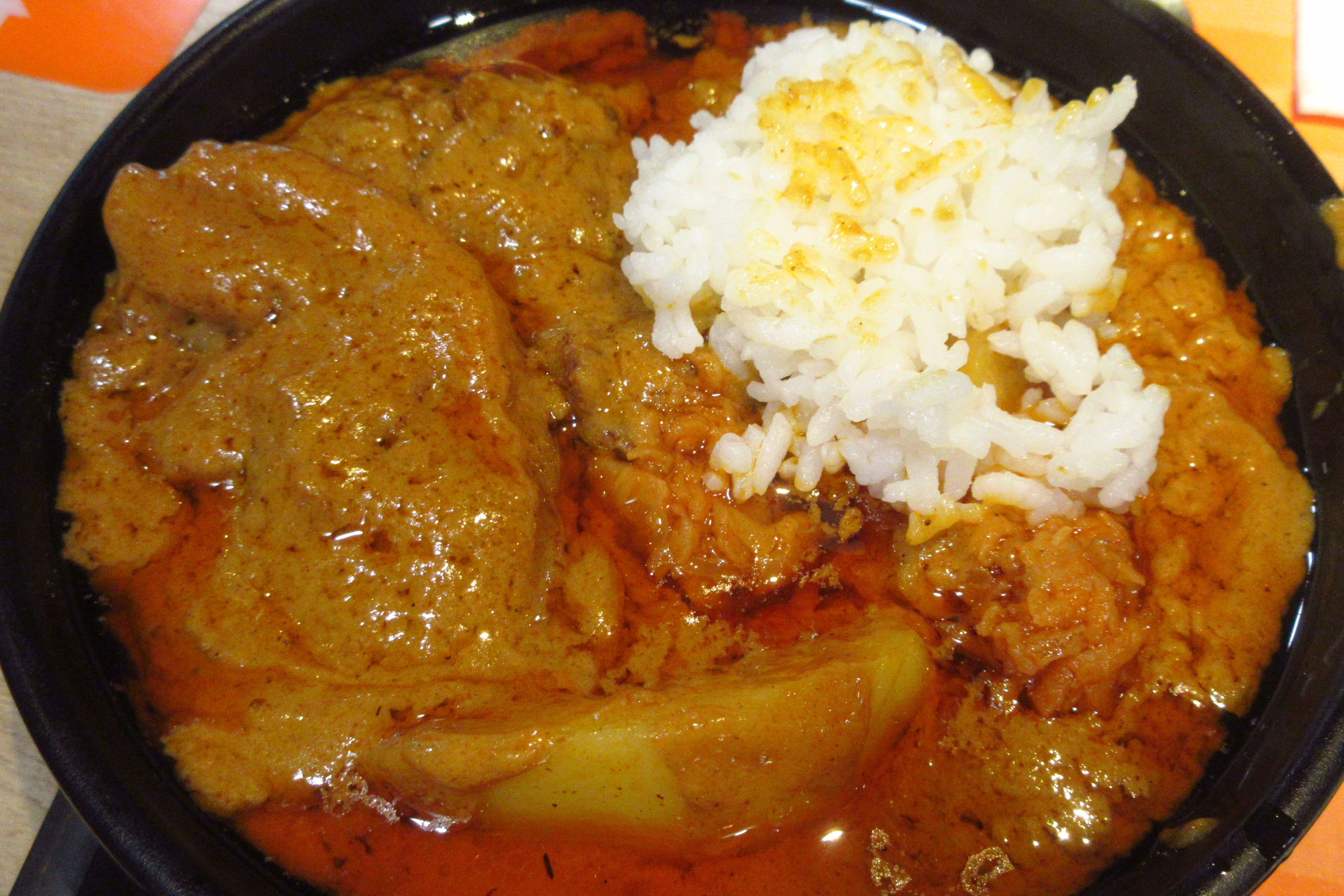
Hähnchencurry mit Reis[Fn_A 5], 2018
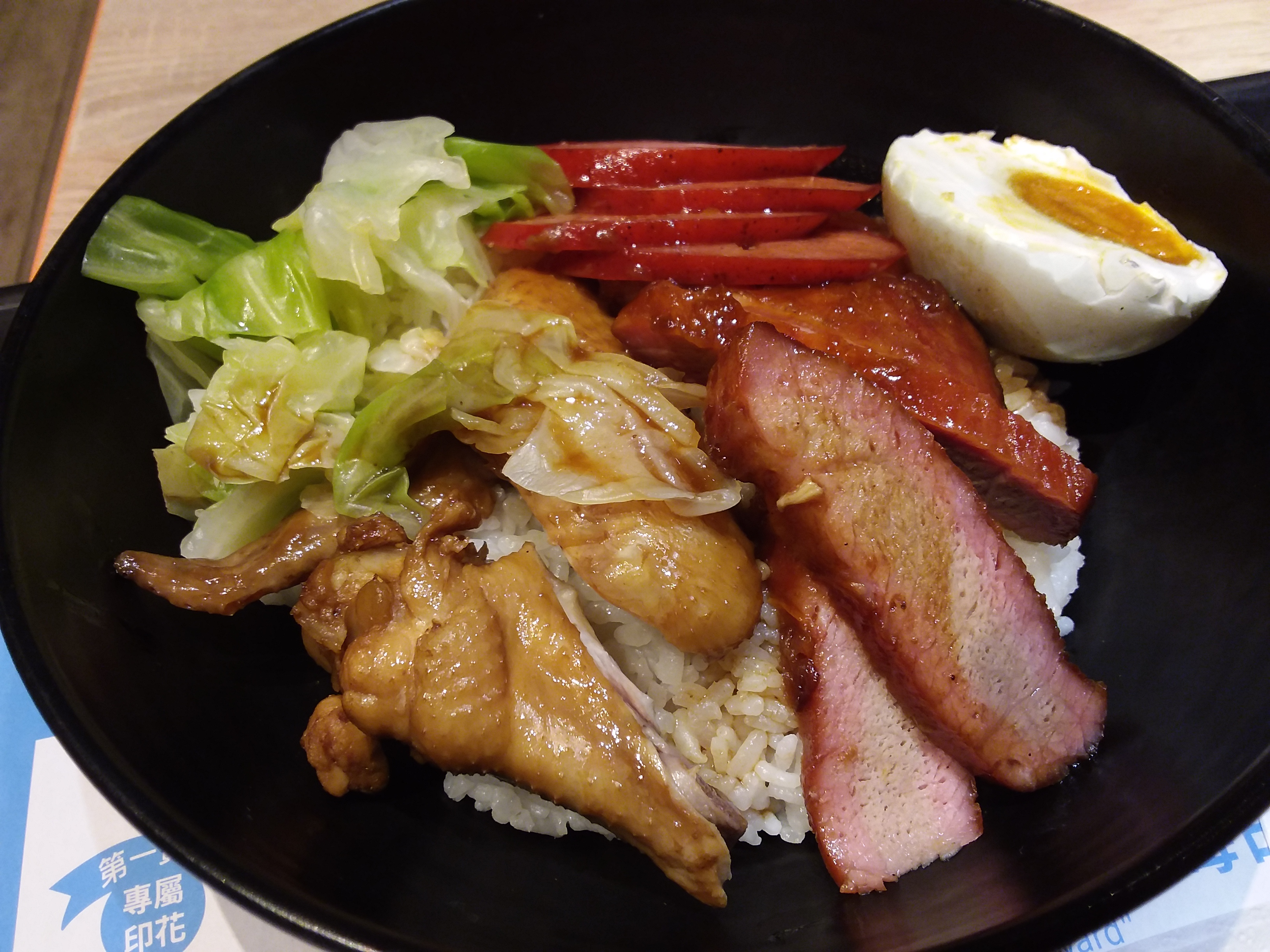
Vier Kostbarkeiten mit Reis[Fn_A 6], 2019